# Albert M. Craig
Albert Morton Craig (9 décembre 1927 – 1er décembre 2021) est un universitaire, historien, auteur et professeur au département d'histoire de l'université Harvard.

## Jeunesse
Dans sa jeunesse à Chicago, Craig est un Eagle Scout et participe également à des compétitions de natation et de judo. Il s'intéresse au Japon après la Seconde Guerre mondiale. Tout en effectuant des travaux de contre-espionnage pour l'armée américaine en 1946 et 1947, il est en poste à Miyazaki et à Kyoto où il obtient une ceinture noire en judo.
Craig obtient un diplôme de premier cycle en philosophie en 1949 à l'Université Northwestern, où il est membre de Phi Beta Kappa. Après ses études universitaires, le programme Fulbright lui permet d'étudier l'histoire économique à l'Université de Strasbourg en France. Il passe ensuite deux années comme étudiant à l'Université de Kyoto de 1951 à 1953.
Il soutient sa thèse de doctorat à l'Université Harvard sous la direction d'Edwin O. Reischauer et travaille aussi avec John K. Fairbank. Harvard décerne à Craig son doctorat d'histoire en 1959.

## Carrière
Il devient membre du corps professoral de Harvard en 1959 et y reste pendant quarante ans, au cours desquels il est également professeur invité à l'Université de Tokyo, à l'Université de Kyoto et à l'Université Keio.
Il devient professeur en histoire japonaise à Harvard-Yenching. En outre, il est directeur du Reischauer Institute (1983-1985) et directeur du Harvard-Yenching Institute (1976-1987).
Ses recherches portent principalement sur la transition de la période Edo à la période Meiji.

## Publications
- Chōshū in the Meiji Restoration (1961)
- Personality in Japanese History (1971), avec Donald Shively
- The Heritage of Japanese Civilization (2003)
- The Heritage of Chinese Civilization (2001)
- The Heritage of World Civilizations (2005)
- Civilization and Enlightenment: The Early Thought of Fukuzawa Yukichi (2009)